# Douglas (Fußballspieler, August 1990)
Douglas (* 6. August 1990 in Monte Alegre de Goiás; bürgerlich Douglas Pereira dos Santos) ist ein brasilianischer Fußballspieler. Der Rechtsverteidiger steht bei Beşiktaş Istanbul unter Vertrag.

## Karriere

### Vereine
Douglas spielte in seiner Jugend für den Goiás EC und kam dort ab 2008 in der ersten Mannschaft zum Einsatz, die in der Série A spielt. 2009 gewann er mit dem Verein die Staatsmeisterschaft von Goiás. Im Februar 2012 wechselte er zum Ligakonkurrenten FC São Paulo, mit dem er noch im selben Jahr die Copa Sudamericana gewann.
Ende August 2014 wechselte Douglas in die spanische Primera División zum FC Barcelona. Er erhielt einen Fünfjahresvertrag bis zum 30. Juni 2019 und kostete vier Millionen Euro Ablöse. Am 24. September 2014 kam er beim 0:0 gegen den FC Málaga zu seinem Ligadebüt. In der hochkarätig besetzten Verteidigung Barças kam Douglas in seiner ersten Saison nur zu einem weiteren Ligaeinsatz, jedoch mehrfach im spanischen Pokal zu Kurzeinsätzen. Am Saisonende gewann er mit dem Verein die Meisterschaft, die Copa del Rey sowie die Champions League. Zu Beginn der Spielzeit 2015/16 gewann Douglas mit dem Verein den UEFA Super Cup und im Dezember 2015 die FIFA-Klub-Weltmeisterschaft. In der Liga kam er einmal zum Einsatz und gewann am Saisonende erneut die Meisterschaft.
Im August 2016 wurde Douglas für ein Jahr an den Ligakonkurrenten Sporting Gijón verliehen. Am 31. August 2017 wurde er bis Saisonende an Benfica Lissabon ausgeliehen.
Im Juli 2018 kehrte Douglas zunächst zum FC Barcelona zurück und stieg in die Saisonvorbereitung ein. Für die Saison 2018/19 wurde er an den türkischen Erstligisten Sivasspor ausgeliehen. Anschließend wechselte Douglas zu Beşiktaş Istanbul.

### Nationalmannschaft
Douglas kam für die U20 Brasiliens zwölfmal zum Einsatz. Bei der U20-Weltmeisterschaft 2009 in Ägypten kam er auf fünf Einsätze und unterlag mit seiner Mannschaft erst im Finale gegen Ghana.

## Erfolge

### Vereine
Goiás EC
- Staatsmeister von Goiás: 2009

FC São Paulo
- Copa-Sudamericana-Sieger: 2012

FC Barcelona
- Spanischer Meister: 2015, 2016
- Spanischer Pokalsieger: 2015, 2016
- FIFA-Klub-Weltmeister: 2015

### Nationalmannschaft
- U20-Vize-Weltmeister: 2009